# Station Brunico Nord Bruneck Nord
Station Brunico Nord - Bruneck Nord is sinds 2013 een spoorwegstation aan de Pustertalspoorlijn in het noorden van de stad Bruneck (Italië-Zuid-Tirol).
De stationsnaam wordt volgens de regels van Trenitalia in het Italiaans aangegeven, gevolgd door het Duits als lokale taal.